# 七號鎮區 (堪薩斯州魯克斯縣)
七號鎮區（英語：Township 7）為美國堪薩斯州魯克斯縣轄下的鎮區。2010年美国人口普查中該鎮區人口有185人。

## 地理
七號鎮區涵蓋總面積為91.98平方（35.51平方英里），其中91.93平方（35.49平方英里）為陸地，0.05平方（0.019平方英里）或0.05%為水域。海拔高度595（1,952英尺）。

## 人口統計
根據2010年美國人口普查，七號鎮區人口有185人，住房114戶，人口密度為2.01人/每平方公里。此鎮區居民之種族中，白人有182人，非裔美國人有0人，美洲原住民有0人，亞裔美國人有2人，太平洋島裔美國人有0人，其他種族有0人，混血種族則有1人。此外此鎮區有0人為西班牙裔或拉丁裔美國人。

## 交通

### 主要公路
- 24號美國國道
- 18號堪薩斯州州道